# Chemy

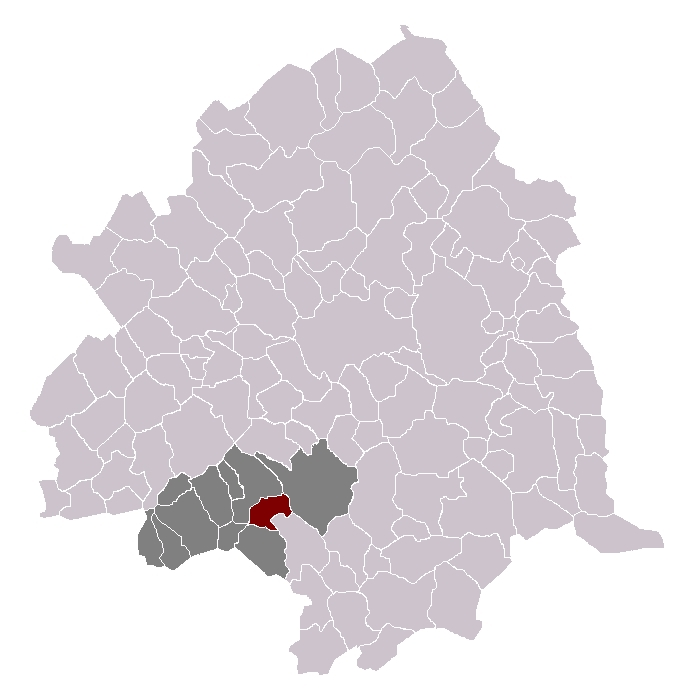
Localització de Chemy

Chemy és un municipi francès, situat a la regió dels Alts de França, al departament del Nord. L'any 2006 tenia 653 habitants. Limita al nord-est amb Seclin, al sud-est amb Phalempin, al sud amb Camphin-en-Carembault, al sud-oest amb Carnin i al nord-oest amb Gondecourt.

## Demografia
| 1962                                       | 1968 | 1975 | 1982 | 1990 | 1999 | 2006 |
| ------------------------------------------ | ---- | ---- | ---- | ---- | ---- | ---- |
| 308                                        | 314  | 324  | 589  | 669  | 672  | 653  |
| Des de 1962: població sense dobles comptes |      |      |      |      |      |      |

## Administració
| Període | Identitat       | Partit |
| ------- | --------------- | ------ |
| 2001-   | Bernadette Sion |        |